# نیروهای مسلح آلبانی
نیروهای مسلح آلبانی (آلبانیایی: Forcat e Armatosura të Republikës së Shqipërisë (FARSH)) مجموعه نیروهای مسلح آلبانی است، که از نیروی زمینی آلبانی، نیروی هوایی آلبانی، نیروی دریایی آلبانی، فرماندهی پشتیبانی آلبانی و پلیس مسلح آلبانی تشکیل می‌شود.